# Ignacio Jáuregui (Fußballspieler, 1938)
Ignacio Jáuregui Díaz (* 31. Juli 1938 in Guadalajara, Jalisco), auch bekannt unter dem Spitznamen El Gallo (der Hahn), ist ein ehemaliger mexikanischer Fußballspieler, der meistens als linker Außenverteidiger agierte, sich aber auch immer wieder in den Angriff einschaltete.

## Spieler

### Verein
El Gallo Jáuregui begann seine Profikarriere 1957 in Diensten seines Heimatvereins Atlas Guadalajara, mit dem er 1962 die Copa México gewann. Allerdings fehlte Jáuregui im anschließenden Finale um den Supercup gegen den in jenen Jahren die mexikanische Primera División dominierenden Stadtrivalen Chivas, der mit 2:0 bezwungen werden konnte.
1963 wechselte Jáuregui zum CF Monterrey, bei dem er bis zum Ende seiner aktiven Laufbahn in der Saison 1969/70 blieb.

### Nationalmannschaft
Sein Debüt in der mexikanischen Nationalmannschaft gab Jáuregui am 24. Mai 1959 in einem für den mexikanischen Fußball denkwürdigen Spiel. An jenem Tag wurde das „Mutterland des Fußballs“, England, mit 2:1 besiegt. Sein einziges Länderspieltor erzielte el Gallo Jáuregui beim 3:2-Sieg gegen Jamaika am 3. Mai 1965. Am 28. Mai 1967 absolvierte er seinen letzten Länderspieleinsatz beim 0:2 gegen die Sowjetunion.
Höhepunkte seiner Nationalmannschaftskarriere waren die Teilnahmen an den Fußball-Weltmeisterschaften 1962 und 1966, bei denen er insgesamt drei Spiele bestritt: 1962 wirkte er bei der „Last-Minute-Niederlage“ gegen Spanien (0:1) und beim ersten WM-Sieg einer mexikanischen Nationalmannschaft überhaupt mit, als in der Vorrundengruppe der spätere Vizeweltmeister Tschechoslowakei mit 3:1 besiegt wurde. 1966 kam er im Spiel gegen den Gastgeber England (0:2) zum Einsatz.

## Trainer
1974 war er für drei Testspiele Cheftrainer der mexikanischen Fußballnationalmannschaft und erzielte ausschließlich positive Ergebnisse: es begann am 31. März 1974 mit einem 1:1 in Brasilien, dem im September 1974 zwei Siege gegen den Erzrivalen USA (3:1 und 1:0) folgten.
In den 18 Jahren zwischen 1975 und 1993 trainierte Jáuregui neun mexikanische Vereinsmannschaften in der Primera División. Nur dreimal allerdings hatte er ein Engagement, das über die Dauer eines Jahres hinausging: bei der Universitätsmannschaft seiner Heimatstadt (1976–1978), bei den Correcaminos de la UAT (1989–1991) und dazwischen seine mit knapp zweieinhalb Jahren längste Station bei den Coyotes Neza, die er in den Spielzeiten 1982/83 und 1983/84 sowie der Hinrunde 1984/85 betreute.
Seinen größten Erfolg als Trainer erreichte er mit den Leones Negros; dem einzigen von ihm trainierten Verein aus seiner Heimatstadt, mit dem er die Finalspiele der Saison 1976/77 (0:0 und 0:1 gegen die Pumas de la UNAM) erreichte und somit mexikanischer Vizemeister wurde.
Mit zwei der von ihm trainierten Vereine scheiterte er in den Liguillas gegen die Leones Negros: unmittelbar vor seinem Engagement dort mit seinem ersten Verein León (im Viertelfinale der Saison 1975/76 mit 0:5 und 0:1) und in der Saison 1987/88 mit Toluca (ebenfalls im Viertelfinale mit 0:1 und 0:1).
Sein letztes Engagement beim CF Pachuca umfasste die letzten neun Spieltage der Saison 1992/93. Sein letztes Spiel als Cheftrainer fand am 1. Mai 1993 im Aztekenstadion gegen Cruz Azul statt und wurde von seiner Mannschaft mit 2:4 verloren.

## Erfolge
- Mexikanischer Pokalsieger: 1961/62 (als Spieler mit Atlas Guadalajara)
- Mexikanischer Vizemeister: 1976/77 (als Trainer mit Universidad de Guadalajara)